# Айвазян, Сурен Бахшиевич
Сурен Бахшиевич Айвазян (арм. Սուրեն Բախշիի Այվազյան; 9 января 1915, с. Хндзореск (ныне Сюникская область Армения) — 20 мая 1981, Ереван) — армянский советский писатель

, поэт, журналист. Член Союза писателей СССР с 1947 года.

## Биография
Сурен Бахшиевич Айвазян родился 9 января 1915 года в селе Хндзореск, в крестьянской семье. В 1934 году он окончил Горисский педагогический колледж, затем работал учителем и в деревне Хнацах.
Член КПСС с 1940 года. В 1942 году окончил филологический факультет Азербайджанского университета в Баку. Печатается с 1937 года.
Участник Великой Отечественной войны. С 1945 года работал в редакции бакинской газеты «Коммунист». С 1953 года жил в Ереване.
Умер 20 мая 1981 года.

## Творчество
Сурен Айвазян — писатель, занявший своё место в армянской литературе, автор многих произведений, снискавших признание читателей.
Дебютировал в 1935 году. В центре творчества С. Айвазяна — настоящее и прошлое Армении, колхозная жизнь горных сёл.
Автор сборников рассказов «Жители глубокого ущелья» («Хорадзорцы», 1951), «Совесть» («Хихчы», 1957, в рус. пер. — «Зангезурские рассказы», 1958), романов «Горцы» («Лернер», 1955), «Протяни руку, жизнь» («Тур дзеркт, кянк», 1959, рус. пер. 1963), «Доброе утро» («Бари аравот», 1964, рус. пер. 1969), «Голос ущелий» (1974), «Предвестие зари» (1983) и др.
Его перу принадлежит исторический роман «Судьба армянская» («Джакатагирн айоц», 1967, рус. пер. 1975), в основу которого легли подлинные события истории Армении конца XVII — начала XVIII веков, когда вопрос спасения и дальнейшего существования нации ставился в прямую зависимость от взаимоотношений с Россией.
Он автор сборника белых стихов «Запорошенная весна моя» («Гарунс дзунери так», 1972).
Произведения Айвазяна переведены и опубликованы на русском и других языках.